# Kalmodulin
Kalmodulin je znotrajcelična beljakovina, ki izkazuje specifično afiniteto do kalcijevih ionov in je prisotna pri vseh evkariontih. Kalmodulin ima pomembno vlogo kot sekundarni obveščevalec ter uravnava številne biokemijske procese v organizmu. Kalmodulin je sestavljen iz štirih domen, torej podenot z lastno terciarno zgradbo in na vsaki domeni se nahaja eno vezišče za kalcijev ion. Na kalmodulin se vežeta 2 ali 4 kalcijevi ioni ali pa nima vezanega kalcija. 
Poznanih je več kot 100 beljakovin, na katere se kalmodulin veže in na ta način uravnava njihovo delovanje. Najpomembnejša encima, ki vežeta kalmodulin, sta od kalmodulina odvisna kinaza in beljakovinska fosfataza.